# Großpösna
Großpösna är en kommun och ort i Landkreis Leipzig i förbundslandet Sachsen i Tyskland. Kommunen har cirka 6 000 invånare.